# Коваль Олег Володимирович
Оле́г Володи́мирович Коваль — капітан Збройних сил України, (майор посмертно), учасник російсько-української війни.

## Короткий життєпис
Випускник 2008 року Львівського інституту Сухопутних військ імені гетьмана Петра Сагайдачного, спеціальність «автомобілі та автомобільне господарство».
Командир роти забезпечення, 101-ша окрема бригада охорони ГШ.
17 лютого 2015-го загинув від кулі снайпера під час відходу з Дебальцевого — куля влучила в кевларову каску, переламалися шийні хребці.
Без Олега залишилися мама, дружина, трирічна донька.
Похований у селі Івашків.

## Нагороди та вшанування
За особисту мужність і героїзм, виявлені у захисті державного суверенітету та територіальної цілісності України, вірність військовій присязі під час російсько-української війни, відзначений — нагороджений
- 27 червня 2015 року — орденом Богдана Хмельницького III ступеня (посмертно).
- 29 березня 2015 року в Івашківській ЗОШ відбулося відкриття меморіальної дошки Олегу Ковалю, випускником якої він був.